# August Gottschalk
August Gottschalk (* 14. Dezember 1921 in Essen; † 27. November 2014 ebenda) war ein deutscher Fußballspieler. Der Offensivspieler hat als Spielführer mit Rot-Weiss Essen im Jahr 1953 den DFB-Pokal und 1955 die deutsche Fußballmeisterschaft gewonnen.

## Karriere

### Vor der Oberliga West, bis 1948
Der im Stadtteil Altenessen geborene August Gottschalk erlernte das Fußballspielen bei Preußen Essen. Er entstammte einer dem Gewichtheben aktiv verbundenen Familie und hatte neben dem Talent für das Fußballspiel eine stattliche Figur vorzuweisen. Als 17-Jähriger wechselte er auf Betreiben von Georg Melches zu Rot-Weiss Essen und war dem Verein über seine gesamte Karriere von 1939 bis 1955 verbunden. Er bestritt 172 Oberligaspiele, in denen er 96 Tore erzielte. Mit einer Sondergenehmigung durfte Gottschalk sofort in der 1. Mannschaft spielen und sammelte so bereits in der Gauliga Niederrhein in den ersten Jahren des Zweiten Weltkriegs Spielerfahrung. Auch in den Spielen um den Tschammer-Pokal konnte er 1940 und 1941 sein Können zeigen und machte somit Reichstrainer Sepp Herberger auf sich aufmerksam. Der junge Essener Stürmer gehörte Sichtungslehrgängen von Herberger im Winter 1939/40 und vom 17. bis zum 21. März 1941 in Berlin an. Lehrgangskollegen waren dabei unter anderem Spieler wie Hans Biallas, Hermann Eppenhoff, Reinhold Fanz sen., Georg Lechner, Herbert Burdenski, Gerhard Graf, Paul Matzkowski, Hans Fiederer, Gunther Baumann, Karl Barufka, Willi Arlt und Heinz Krückeberg. Im Jahr 1941 wurde Gottschalk zur Wehrmacht eingezogen, geriet in Gefangenschaft und fing nach seiner Rückkehr wieder bei seinem alten Verein SC Preußen 02 Essen an. Mit Preußen erreichte er in der Endrunde der Stadtteilmeister Ruhrbezirk (Groß-Essen) den ersten Rang und wurde 1946 Stadtmeister. In der Endrunde Niederrhein verlor Gottschalk mit seinen Kollegen von SC Preußen das Halbfinale mit 0:1 nach Verlängerung gegen den späteren Niederrheinmeister Rot-Weiß Oberhausen.
RWE-Patriarch Melches holte ihn danach wieder an die Hafenstraße zurück. In der Landesliga Niederrhein Gruppe 2 setzte sich Rot-Weiss in der Saison 1947/48 im Entscheidungsspiel um den Gruppensieg gegen den punktgleichen VfB 03 Hilden mit 2:1 durch und erzwang in der Aufstiegsrunde zur Oberliga West gegen die Konkurrenten Duisburger SpV und TuRa 1886 Essen den Aufstieg. Der damals noch als schuss- und kopfballstarker Mittelstürmer im WM-System in der Angriffsspitze agierende Angriffsführer hatte maßgeblichen Anteil daran, dass RWE den anvisierten Aufstieg realisieren konnte.

### Oberliga West, 1948 bis 1955
Mit einem 1:0-Heimerfolg gegen Preußen Münster starteten Gottschalk und Kollegen am 19. September 1948 in die Oberliga. Am Rundenende schmückte sich die „Melches“-Mannschaft hinter Borussia Dortmund mit dem Lorbeer der Vizemeisterschaft 1948/49. Gottschalk hatte in 20 Ligaspielen 14 Tore erzielt. Am 29. Mai 1949 bestritten die Rot-Weißen in Braunschweig gegen den Nordvize FC St. Pauli das Qualifikationsspiel zur Teilnahme um die deutsche Meisterschaft. Das Team um Karl Miller, Walter Dzur, Hans Appel und Alfred Boller setzte sich aber mit 4:1 gegen die Mannschaft aus Bergeborbeck durch. Zum Rundenschluss, am 18. Juni 1949, eröffnete RWE die jahrelange Serie internationaler Spiele mit einem Freundschaftsspiel gegen den SC Wacker Wien. Im vierten Oberligajahr, 1951/52 wurde Gottschalk mit Rot-Weiss Essen erstmals westdeutscher Meister, scheiterte aber in der Endrunde zur deutschen Meisterschaft am späteren Titelträger VfB Stuttgart. In der Westliga hatte das herausragende Angriffstrio mit Helmut Rahn (29-20), Gottschalk (27-19) und Bernhard Termath (29-20) die entscheidenden Akzente gesetzt. Im ersten Jahr von Torhüter Fritz Herkenrath und Angreifer Franz Islacker an der Hafenstraße, 1952/53, belegten die Mannen um Spielführer Gottschalk in der Oberliga West den dritten Rang; der jetzt schon längst nicht mehr vorrangig in der Spitze agierende „Spielgestalter“ und „Spiritus Rector“ der Rot-Weißen, hatte unter Trainer Karl Hohmann (RWE: 1949–1954) aber trotzdem noch in 27 Ligaspielen 18 Treffer erzielt. Nach Erfolgen über den SSV Jahn Regensburg, den VfL Osnabrück, den Hamburger SV und den SV Waldhof Mannheim errang die Mannschaft von der Hafenstraße am 1. Mai 1953 in Düsseldorf durch einen 2:1-Finalsieg gegen Alemannia Aachen den DFB-Pokal. In seinem sechsten Jahr in der Oberliga, 1953/54, führte Spielführer Gottschalk sein Team zur Vizemeisterschaft; durch die Weltmeisterschaft in der Schweiz wurde aber nur eine reduzierte Endrunde um die deutsche Meisterschaft ausgespielt und der Westvize konnte daran nicht teilnehmen. Als Ausgleich hatte Georg Melches aber für RWE eine neunwöchige Süd- und Nordamerikareise geplant. Am 23. April 1954 begann das Abenteuer, am 22. Juni 1954 kamen die Rot-Weissen nach Aufenthalten in Argentinien, Uruguay, Bolivien, Peru, Ecuador, Kolumbien und einem zweiwöchigen USA-Aufenthalt zum Abschluss, wieder in Essen an.
In die Saison 1954/55 ging der 32-jährige Routinier mit seinen Mannschaftskameraden unter dem neuen Trainer Fritz Szepan. Mit einer herausragenden Hinrundenbilanz von 27:3 Punkten – die drei Minuspunkte resultierten aus drei Unentschieden gegen Leverkusen, Aachen und Düsseldorf – wurde die Grundlage einer überlegen herausgespielten Westmeisterschaft gelegt. Am 1. Mai beendeten die Rot-Weissen die Ligarunde mit einem 1:1-Remis bei Schalke 04, am 15. Mai eröffneten sie die Gruppenphase in der Endrunde um die deutsche Meisterschaft mit einem 4:0-Heimerfolg gegen TuS Bremerhaven 93. Mit 10:2 Punkten zogen die Mannen um Dirigent Gottschalk in das Endspiel am 26. Juni 1955 in Hannover gegen den 1. FC Kaiserslautern ein. Die „Roten Teufel“ mit den vier Weltmeistern aus den Turniertagen in der Schweiz – Werner Kohlmeyer, Werner Liebrich, Horst Eckel und Fritz Walter; Mittelstürmer Ottmar Walter fehlte verletzungsbedingt – in ihren Reihen, waren als Favoriten gehandelt worden und gingen auch mit 1:0 in Führung. Die Bergeborbecker bekamen das Spiel aber „unter ihrem überragenden Dirigenten August Gottschalk“ immer besser in den Griff, glichen aus und führten zur Halbzeit mit 3:1. Nach einer Aufholjagd der Lauterer zum 3:3-Zwischenstand entschied ein Treffer von Franz Islacker in der 85. Spielminute zu Gunsten von RWE. Deutscher Meister 1955 wurde Rot-Weiss Essen.
Danach beendete August Gottschalk seine Karriere. Er hatte als kongenialer Partner von „Macher“ und „Patriarch“ Georg Melches im Hintergrund, auf dem Spielfeld maßgeblich zu den rot-weißen Erfolgen beigetragen. Innerhalb der Mannschaft war er noch vor Helmut Rahn der unbestrittene Führungsspieler; er war Dirigent und Integrationsfigur der rot-weißen Elf gewesen. Anfänglich in der Position des bulligen Mittelstürmers, später aus der zurückgezogenen Position des Dirigenten, war er mit Rahn das offensive Kreativzentrum der Essener in den frühen fünfziger Jahren und galt als verlängerter Arm des Trainers. Der legendäre Rundfunkreporter Kurt Brumme beschrieb den Fußballer Gottschalk mit folgenden Worten: „Vom Reißer der Fußball-Frühlingstage hat er sich zum Strategen, zum überlegenen Sturmführer seiner Mannschaft entwickelt, der er bald mit seiner Persönlichkeit den Stempel aufdrückte. Ein Ziel blieb diesem begnadeten Stürmer leider immer versagt, als Nationalspieler den deutschen Fußballsturm zu führen.“
In der Saison 1955/56 führte Gottschalk als Spielertrainer den SV Borbeck aus der Landesliga Niederrhein zum Aufstieg in die Verbandsliga. Am 28. Juni 1957 nahm er endgültig Abschied vom aktiven Fußball.
Auch nach seiner Karriere blieb August Gottschalk in Essen wohnhaft und wurde Trainer des BV Altenessen 06. Parallel führte er eine Gastwirtschaft am Essener Borbecker Germaniaplatz. Ab 1967 arbeitete er als Repräsentant einer Brauerei. Er wurde Ehrenspielführer von Rot-Weiss Essen. Zuletzt lebte er in einem Seniorenheim. Seine letzte Ruhestätte befindet sich auf dem Matthäusfriedhof.

### Auswahlspiele
In der großen Zeit der Repräsentativspiele, nach dem Zweiten Weltkrieg, sind für Gottschalk am 4. April und 19. Mai 1948, sowie am 8. Mai 1949 drei Einsätze in der Westauswahl beziehungsweise Nordwestauswahl gegen Nord- und Süddeutschland registriert.

### Sonstiges
Neben Willi "Ente" Lippens und Helmut Rahn ziert sein Nachname eine Tribüne im 2012 neu gebauten Stadion an der Hafenstraße.